# سعدیه (طریقت)
طریقت سعدیه را شیخ سعدالدین جباوی پایه‌ریزی کرد که در سده‌های پنجم و ششم هجری در سرزمین شام و در نزدیکی دمشق می‌زیست. 
وی پیش از اینکه به عرفان و تصوف روی بیاورد، راهزن بود و راه کاروان‌ها را می‌بست.
از دیدگاه سعدالدین جباوی پایگاه‌های بازگشت از گناه (توبه)، پرهیزگاری (ورع)، پارسایی (زهد) و درویشی (فقر) از پایگاه‌های والا در روند رسیدن به جایگاه‌های بالای عرفانی هستند. از دید پیروان سعدیه شکیبایی (صبر) و واگذاشتن (توکل) از پایگاه‌های نزدیکان (مقربان) هستند و خرسندی (رضا) بالاترین پایه در این طریقت است.
برخی از خانقاه‌های سعدیه در دمشق تنها در ماه ربیع‌الاول مراسم خود را برگزار می‌کنند. در عبادت آنها هفت اصل وجود دارد:
۱. «لا اله الا الله»، ۲. «الله»، ۳. «هو»، ۴. «حی»، ۵. «واحد»، ۶. «عزیز» و ۷. «ودود».
نام‌های فرعی نیز به ترتیب عبارتند از: حق، قهار، قیوم، وهاب، مهیمن و باسط. سالک پس از تلاوت نامهای فرعی باید بلافاصله به «لااله الا الله» روی بیاورد. همچنین هفت ورد در این طریقت مشاهده می‌شود که به ترتیب: «یا رؤوف»، «یا ودود»، «یا لطیف»، «یا عزیز»، «یا وهاب»، «یا ماجد» و «سلام هو قول من رب رحیم» هستند.
مرشد کنونی این طریقت هم شیخ علی بن فاضل البکر است.